# Gobernación de Vorónezh
La gobernación de Vorónezh (en ruso: Воронежская губерния, Voronezhskaya guberniya) era una división administrativa (una gubernia) del Zarato de Rusia, el Imperio ruso, y la temprana RSFS de Rusia, la cual existió de 1708 (como la gobernación de Azov) hasta 1779 y de 1796 hasta 1928. Su capital se localizó en Vorónezh desde 1725.
La gobernación se ubicaba en el del sur de la parte europea del Imperio ruso. En 1928, la gobernación fue abolida, y su área se incluyó en la óblast de Chernozem Central.

## Historia

Rusia en 1708. La gobernación de Azov en color rosa claro.

La gobernación de Azov, junto con otras siete gubernias, fue creada el 29 de diciembre de 1708 por el ucase del zar Pedro el Grande. Como el resto de las gobernaciones, no fueron definidas sus fronteras ni sus subdivisiones internas; en cambio, eran definidas como un conjunto de ciudades y las tierras adyacentes a aquellas. La gobernación limitaba con la de Kiev al oeste, la de Moscú al norte, y la de Kazán al este. Las áreas al sur de la gobernación era controladas por el Imperio otomano, y la frontera no estaba definida. 
Formalmente, Azov era la capital de la gobernación, pero en práctica, el asiento del gobernador estaba localizado en Tambov hasta 1715 y en Vorónezh después de 1715. En 1725, la gobernación se rebautizó como Vorónezh.
En 1711, la ciudad de Azov fue cedida a Turquía, pero la gobernación no fue renombrada.
En términos de la división política moderna, la gobernación de Azov comprendía las áreas de las actuales óblast de Rostov, Vorónezh, Lípetsk, Tambov, y partes de las de Kursk, Bélgorod, Tula, Oriol, Riazán, Penza, Sarátov, y la República de Mordovia, así como áreas orientales de Ucrania, incluyendo partes de las óblast de Járkov, Donetsk, y Lugansk.
El 9 de junio de 1719, la gobernación fue dividida en provincias: Bakhmut (con el centro en Bakhmut), Shatsk, Tambov, Vorónezh, y Yelets. Los uyezds fueron transformados en distritos.
En 1725, la gobernación de Azov fue renombrada como gobernación de Vorónezh.

### Antes de 1779
En aquel tiempo, la gobernación estuvo dividido a cinco provincias, definidos como conjuntos de ciudades.
Tres ciudades eran subordinadas a  Trabajos de Hierro de Lipetsk, Belokolodsk, Romanov, y Sokolsk. En 1727, estas ciudades fueron transferidas a la provincia de Bakhmut.
Durante el siglo XVIII, algunos de estas ciudades fueron abolidas, y otro número de estas fueron mencionadas como ciudades en fuentes más tardías. En 1765, la provincia de Bakhmut fue transferida a la gobernación de Nueva Rusia. En 1775, las provincias fueron abolidas, y la gobernación fue subdividida en uyezds (distritos). En aquel tiempo, la gobernación constaba de los distritos de Dankovsky, Demshinsky, Insarsky, Kadomsky, Kasimovsky, Kerensky, Korotoyaksky, Kozlovsky, Lebedyansky, Livensky, Narovchatsky, Nizhnelomovsky, Ryazhsky, Shatsky, Tambovsky, Temnikovsky, Userdsky, Usmansky, Verkhnelomovsky, Voronezhsky, Yefremovsky, y Yeletsky.
En los años siguientes, las reformas administrativas continuaron, y las gobernaciones fueron gradualmente abolidas en favor de virreinatos. En 1778, algunas áreas de la gobernación de Vorónezh fueron transferidas a los virreinatos de Riazán y Oriol, y en 1779 el uyezd de Valuysky fue transferido a la gobernación de Vorónezh. En 1779, la gobernación fue abolida, y se crearon los virreinatos de Tambov y Vorónezh, seguido en 1780 por el virreinato de Penza.

### Después de 1796

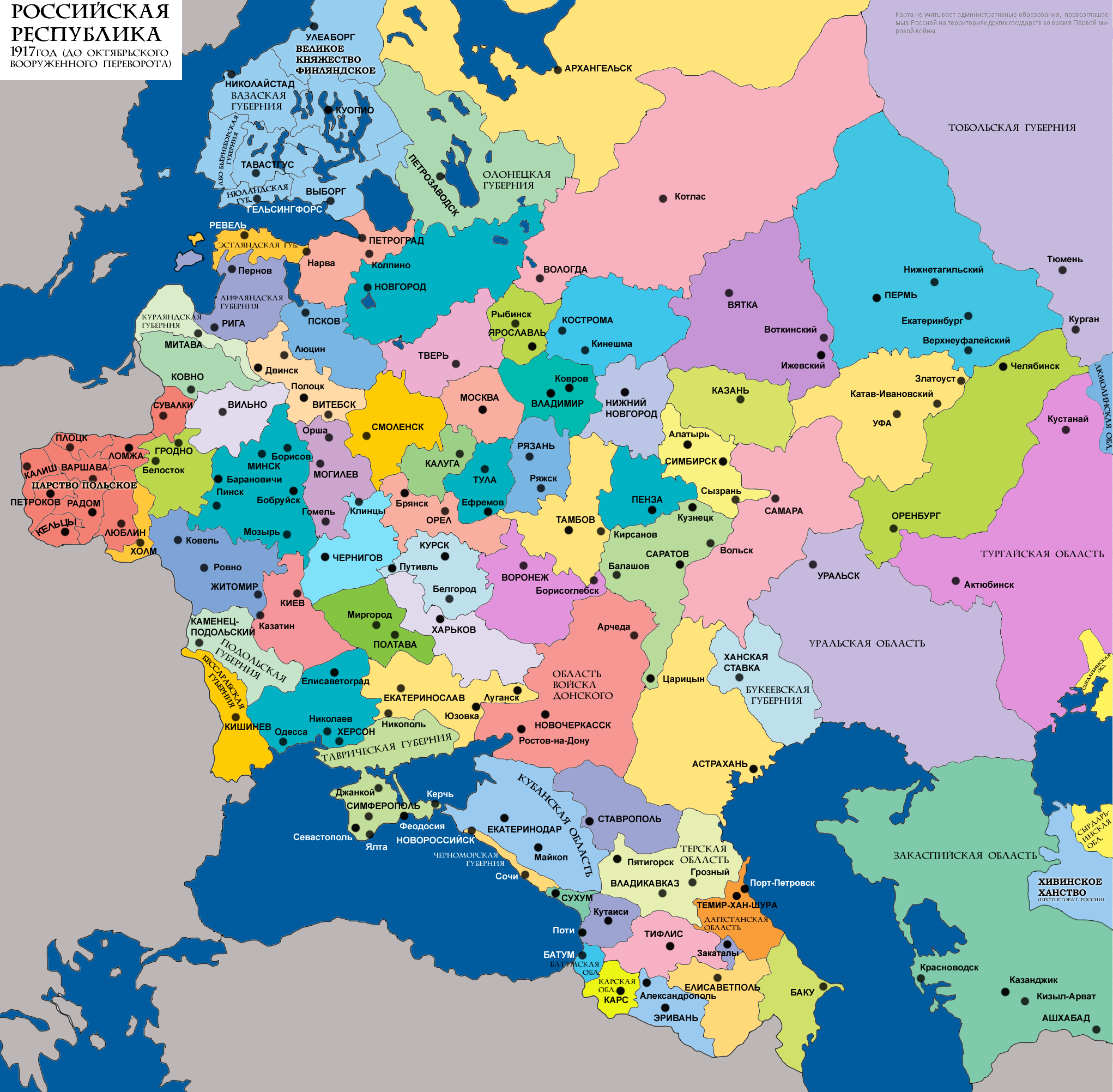
La parte europea del Imperio ruso en 1917. La gobernación de Vorónezh se ubica en el centro del mapa en color magenta.

En 1796, por decreto del zar Pablo I, el virreinato de Vorónezh fue abolido, y se reestableció la gobernación. Constaba de nueve uyezds, Biryuchensky, Bobrovsky, Korotoyaksky, Nizhnedevitsky, Pavlovsky, Valuysky, Voronezhsky, Zadonsky, y Zemlyansky.
En 1802, los uyezds de Bogucharsky, Ostrogozhsky, y Starobelsky de la gobernación de Ucrania Sloboda y el uyezd de Novokhopyorsky de la gobernación de Sarátov fueron transferidos a Vorónezh. En 1824, el uyezd de Starobelsky fue devuelta a la gobernación de Ucrania Sloboda.
En 1923, después de una serie de reformas, la gobernación de Vorónezh constaba de doce uyezds: Bobrovsky, Bogucharsky, Kalacheyevsky, Nizhnedevitsky, Novokhopyorsky, Ostrogozhsky, Pavlovsky, Rossoshansky, Usmansky, Valuysky, Voronezhsky, y Zadonsky. En 1924, los,uyezd de Zadonsky, Kalacheyevsky, y Pavlovsky fueron abolidos.
El 14 de mayo de 1928 la gobernación de Vorónezh fue abolida, y su área se incluyó en la recientemente establecida óblast de Chernozem Central.